# Decatur County (Kansas)
Decatur County je okres ve státě Kansas v USA. K roku 2010 zde žilo 2 961 obyvatel. Správním městem okresu je Oberlin. Celková rozloha okresu činí 2 316 km².